# ボニファティウス3世 (ローマ教皇)
ボニファティウス3世（Bonifatius III, ? - 607年11月12日）は、第66代ローマ教皇（在位：607年2月19日 - 11月12日）。